# Jardinagem florestal

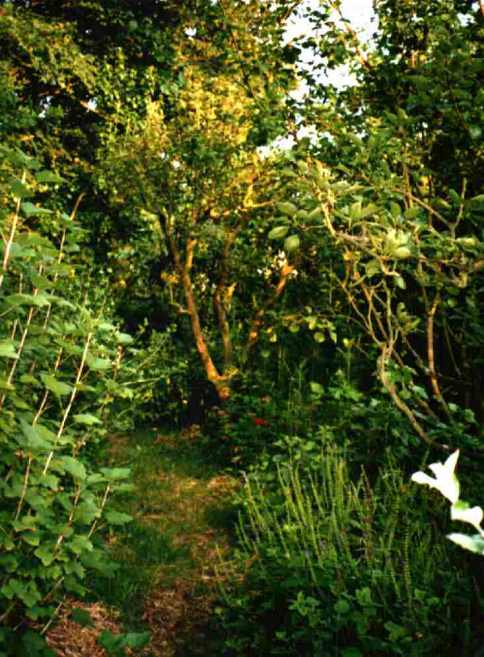
O jardim florestal de Robert Hart em Shropshire

A jardinagem florestal é um sistema agroflorestal e de produção de alimentos e agrofloresta de baixa manutenção, sustentável e baseado em ecossistemas florestais, incorporando árvores frutíferas e nozes, arbustos, ervas, videiras e vegetais perenes que têm rendimentos diretamente úteis para os seres humanos. Fazendo uso de plantações companheiras, estas podem ser misturadas para crescer em uma sucessão de camadas para construir um habitat florestal. A jardinagem florestal é um método pré-histórico de garantir alimentos em áreas tropicais. Na década de 1980, Robert Hart cunhou o termo "jardinagem florestal" depois de adaptar os princípios e aplicá-los a climas temperados.

## História
Desde os tempos pré-históricos, os caçadores-coletores podem ter influenciado as florestas, por exemplo, na Europa, por povos mesolíticos que trouxeram plantas favoritas como avelã com eles. Os jardins florestais são provavelmente a forma de uso da terra mais antiga do mundo e o agroecossistema mais resiliente.:124 Eles se originaram em tempos pré-históricos ao longo das margens dos rios cobertos de selva e no sopé úmido das regiões de monções. No processo gradual de melhoria do ambiente imediato das famílias, espécies úteis de árvores e videiras foram identificadas, protegidas e melhoradas, enquanto as espécies indesejáveis foram eliminadas. Eventualmente espécies estrangeiras superiores foram selecionadas e incorporadas aos jardins. Aldeias da Primeira Nação no Alasca com jardins florestais, cheios de nozes, frutas de caroço, bagas e ervas, foram observadas por um arqueólogo do Smithsonian na década de 1930.